# Jonas Wahlberg

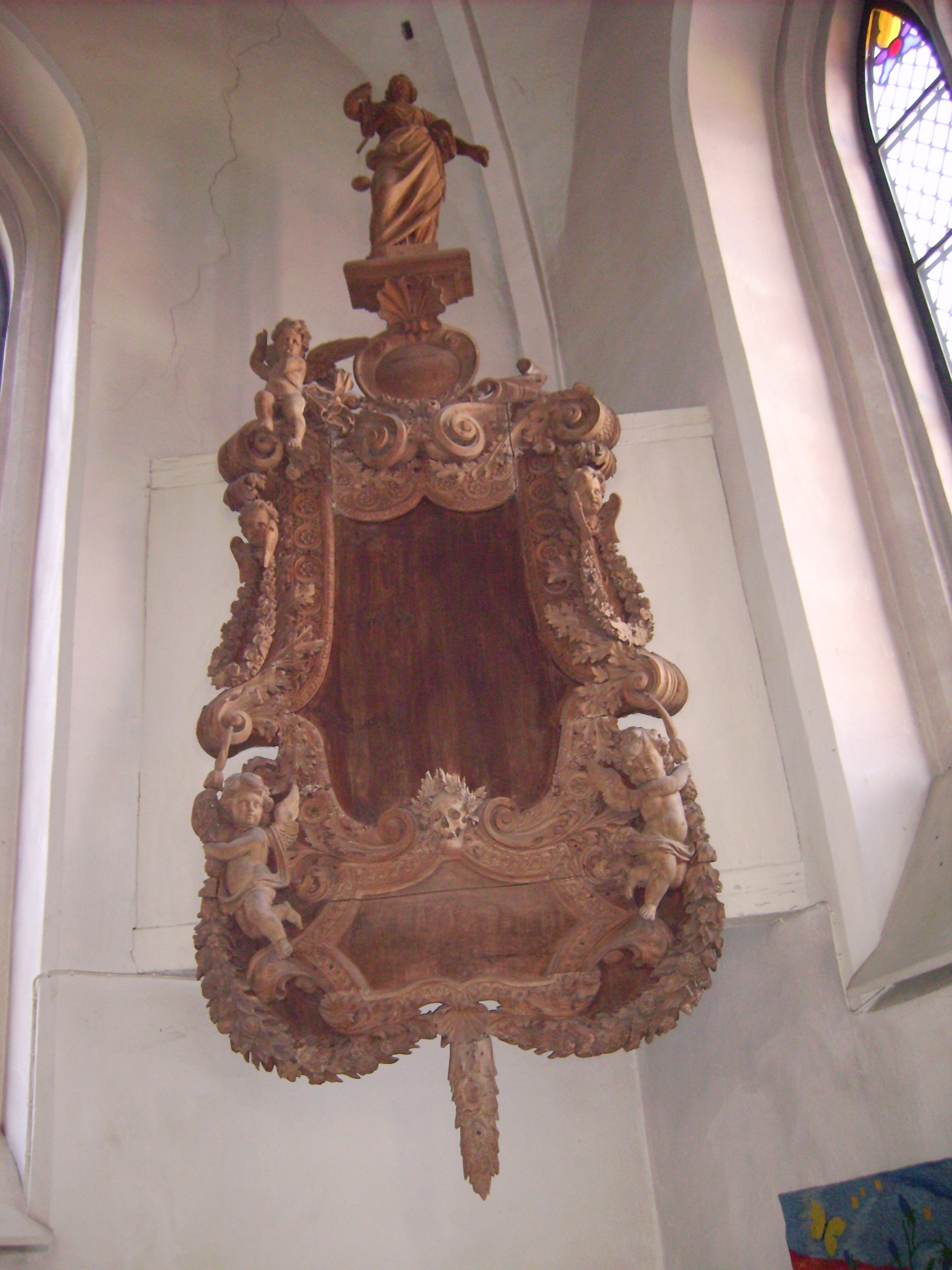
Epitafium över Jonas Wahlberg, tillverkade av Niklas Schenander.

Jonas Wahlberg, född före 1660, död 23 augusti 1705 i Skänninge, var en svensk borgmästare i Skänninge stad från 1680–1705. 

## Biografi
Wahlberg blev omkring 1679 befallningsman i Skänninge. 18 augusti 1680 blev han borgmästare i Skänninge stad. Wahlberg avled 23 augusti 1705 i Skänninge.

### Familj
Wahlberg gifte sig före 1680 med Margareta Kiellman. De fick tillsammans barnen Brita Stina (född 1679) och Johannes (död 1680).